# Gaz naturel en Russie

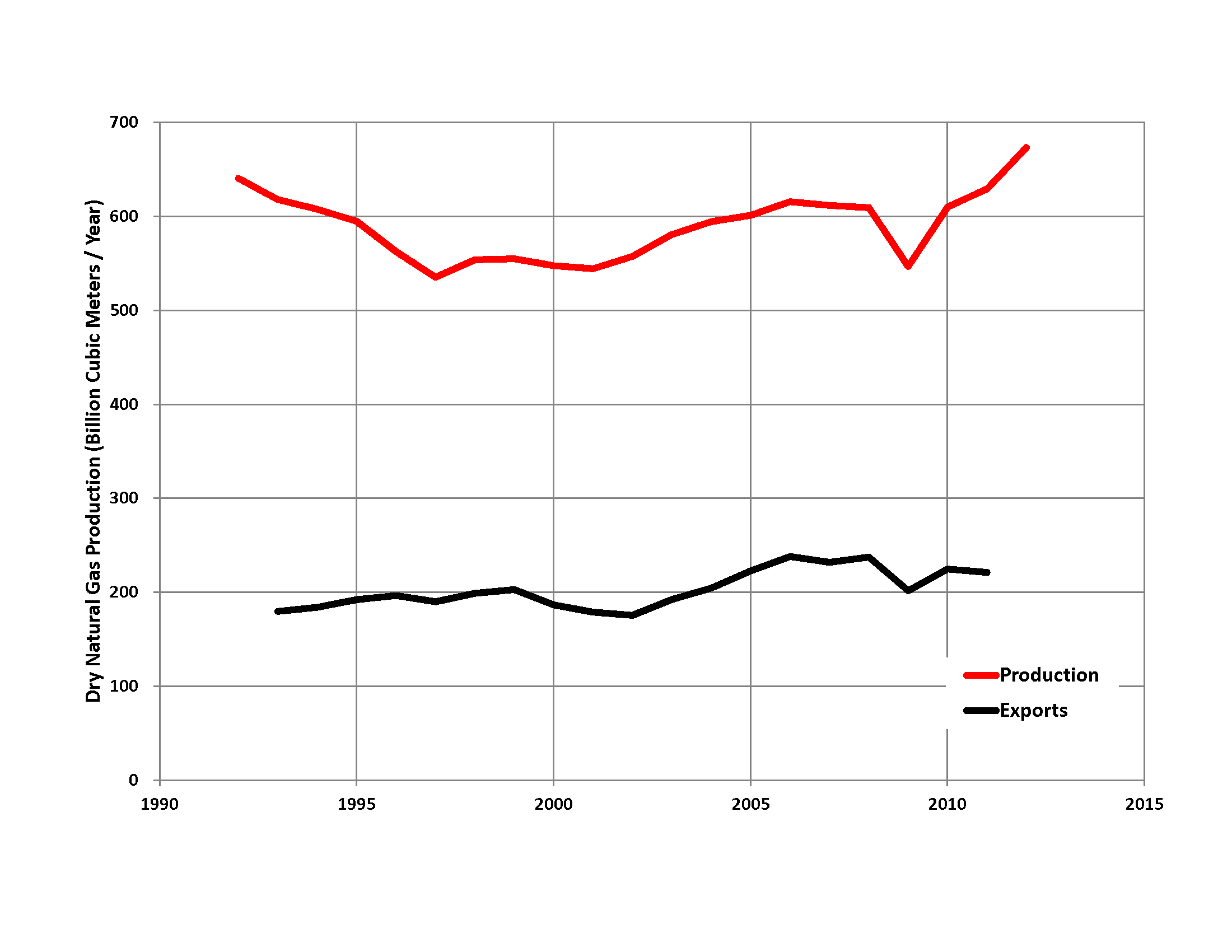
Graphe de la production (en rouge) et de l'exportation (en noir) de gaz en Russie

En 2013, la Russie est le premier exportateur de gaz fossile, avec 196 milliards de m3 (15,1 % des exportations mondiales). Deuxième producteur mondial, les réserves de la Russie, estimées à 48 000 milliards de m3, sont cependant cinq fois plus grandes que celles des États-Unis, qui produisent chaque année 681 milliards de m3, contre 669 milliards pour la Russie. Le gaz naturel russe joue un grand rôle dans l'économie du pays, qui fournit un quart du gaz naturel consommé en Europe. Cette ressource énergétique rend la Russie et certains états d'Europe occidentale interdépendants. L'Ukraine, par laquelle passe 80 % du gaz russe exporté vers les pays de l'union européenne, joue un rôle de premier plan dans la fourniture du gaz russe. En tant qu'ancien berceau gazier de l'Union Soviétique, ses gisements occidentaux constituent dorénavant un stockage tampon incontournable pour assurer la continuité de l'approvisionnement entre les périodes estivales et hivernales.

## Production
En Russie le gaz naturel est principalement extrait en Sibérie et dans la mer de Barents par Gazprom, qui représente plus de 90 % de la production nationale. Issue de la privatisation du ministère soviétique de l'industrie gazière, cette société contrôle près de 16 % des réserves mondiales et est en 2014 la première entreprise russe.

### Accord avec la Chine
Le 21 mai 2014, la Russie et la Chine ont annoncé un accord entre les sociétés gazières contrôlées par l'État Gazprom et China National Petroleum Corporation après une décennie de négociations. En vertu de l'accord, la Russie fournira à la Chine 38 milliards de mètres cubes de gaz naturel chaque année pendant 30 ans, à compter de 2018. Les deux pays seront responsables de la construction de nouvelles infrastructures pour rendre le transport possible. La Russie dépensera environ 55 milliards de dollars pour construire un pipeline reliant la Sibérie à Vladivostok, tandis que la Chine dépensera 20 milliards de dollars pour les infrastructures à l'intérieur de ses frontières. Les champs gaziers de Kovykta et Chayanda, qui fourniront la majorité du gaz naturel, sont actuellement largement sous-développés.
Des accords de principe avaient été conclus à plusieurs reprises depuis 2005, mais à chaque fois les négociations finales échouaient sur le prix. La valeur totale de l'accord a été estimée à 400 milliards de dollars américains. Il augmentera de 25 % les exportations russes vers les pays ne faisant pas partie de l'ex-Union soviétique et fera de la Chine le 2e client du pays, après l'Allemagne.
L'accord a été conclu alors que les dirigeants chinois et russes se rencontraient pour discuter d'une plus grande coopération en Asie sans implication des puissances occidentales. Cela a été considéré comme une victoire politique et économique importante pour le président russe Vladimir Poutine. Il permet à la Russie de diversifier ses activités économiques en dehors de l'Europe et affaiblit la force des sanctions économiques imposées par l'Occident au lendemain de la crise de Crimée de 2014. Plus généralement, il permet à la Russie de réduire son isolement dû à la crise ukrainienne. Pour la Chine, l'accord contribue à réduire sa dépendance au charbon pour produire de l'électricité, en utilisant une méthode moins polluante de production d'électricité grâce au gaz fossile. Il permet également de répondre à la demande croissante du pays dans d'autres secteurs.

## Consommation

### Gaz naturel pour véhicule
L'utilisation du gaz pour les voitures est encouragée par le gouvernement russe.

## Dépendance européenne au gaz russe
En 2014, l'Allemagne importe 35 % de son gaz de la Russie. Sigmar Gabriel, ministre allemand de l’Économie, et la chancelière Angela Merkel annoncent une réduction de la dépendance allemande au gaz russe. En 2022, avant l'invasion de l'Ukraine, l'Allemagne importe 55 % de son gaz de Russie.
En 2022, l'Union européenne a une dépendance estimée à 40 % au gaz russe, avec de grandes disparités entre les pays, par exemple de 20 % pour la France qui possède de nombreux partenariats avec d'autres exportateurs de pétrole comme la Norvège, à 60 % pour l'Allemagne.
La Russie a progressivement coupé l'approvisionnement en gaz à de nombreux pays européens pour sanctionner leur soutien à l'Ukraine et le refus de payer le gaz en rouble, l'approvisionnement en gaz fût coupé pour :
- La Pologne et à la Bulgarie, le 27 avril 2022[9]
- La Finlande, le 20 mai 2022[10]
- Le Danemark et les Pays-Bas, fin mai 2022[10]
- La France, le 15 juin 2022[11]
- La Lettonie, le 30 juillet 2022[12]

D'autres pays ont vu l'approvisionnement être réduit sans être totalement coupé, c'est le cas de l'Allemagne (-40 %), l'Italie (- 15 %), l'Autriche (- 40 %).

### Réduction de la consommation de gaz et diversification de l'apport gazier dans l'Union européenne
Dans le cadre de la guerre en Ukraine, la Commission européenne a fait des propositions début mars pour réduire la dépendance de l'UE au gaz russe de deux tiers avant la fin de l'année 2022, et de 100% à compter de 2027. Pour y parvenir, les pays membres cherchent tous à diversifier leurs fournisseurs notamment les États-Unis qui se sont engagés à fournir à l'Europe 15 milliards de mètres cubes supplémentaires de gaz naturel liquéfié (GNL) cette année. La commission veut également rendre obligatoire un remplissage des sites de stockage géologique de gaz naturel à 80, puis à 90% à l'entrée de l'hiver. Bruxelles compte aussi sur l’augmentation de la production de biométhane et l’accélération du développement de l’hydrogène vert. Enfin, la part des énergies renouvelables dans le mix énergétique européen pourrait atteindre entre 38 % et 40 % d’ici à 2030. Chaque pays membre aura également l’obligation d’économiser entre 0,8 % et 1,5 % d’énergie. Dans ce cadre la France bénéficie par exemple d’un financement européen de 5,8 milliards d’euros pour la rénovation énergétique des bâtiments.
Pour limiter le risque de pénurie de gaz pendant l'hiver 2022-2023, l'Union européenne a imposé aux États-membre de remplir, au 1er novembre 2022 « les installations de stockage souterrain de gaz à hauteur de 80 % au moins de leur capacité. ». Cet objectif a été atteint le 29 août 2022.
Les pays membre de l'UE possède 1 140 térawattheures (TWh) de stockage de gaz fossile. Cela correspond à 27 % de la consommation annuelle de gaz en Europe.
La consommation de gaz a baissé de 13 % en 2022. Le GNL a représenté 32 % de l'approvisionnement contre 19 % en 2021 et 2020. La part dans la production mondiale de la Russie est passé de 18 % à 15,5 % entre 2021 et 2022. Les États-Unis ont augmenté leurs part dans la production mondiale de 24 à 25 % en augmentant leur production de 41 milliards de mètres cubes cette année là. Le Moyen-Orient a augmenté sa production de 14 milliards de mètres cubes.